# Opius gyges
Opius gyges är en stekelart som beskrevs av Fischer 1968. Opius gyges ingår i släktet Opius och familjen bracksteklar. Inga underarter finns listade i Catalogue of Life.